# Bert Vlaardingerbroek
Bert Vlaardingerbroek (Den Haag, 24 maart 1960) is een Nederlands voormalig darter die uitkwam voor de British Darts Organisation, Professional Darts Corporation en World Darts Federation. Zijn bijnaam luidt Big Bert.

## Carrière
Vlaardingerbroek was de eerste Nederlander die mocht meedoen op de World Professional Darts Championship van de BDO. Hij deed vier keer mee. In alle vier de keren verloor hij in de eerste ronde. In 1988 verloor hij van Bob Anderson uit Engeland met 1-3. In 1989 verloor hij van Dennis Hickling uit Engeland met 0-3. In 1990 verloor hij van Cliff Lazarenko uit Engeland met 2-3. In 1992 verloor hij van Martin Phillips uit Wales met 0-3.
Ook speelde hij vijf keer op de Winmau World Masters. Zijn beste prestatie was in 1986. Hij haalde toen de kwartfinale. In de eerste ronde won hij van Paul Shefford. In de tweede ronde won hij van Alex MacKinnon uit Canada. In de derde ronde won hij van Lars Erik Karlsson uit Zweden. In de vierde ronde won hij van Mike Gregory uit Engeland met 2-0. Bij de laatste 16 won hij van Lyndon Hextall uit Engeland met 2-0. In de kwartfinale verloor hij van Jocky Wilson uit Schotland met 1-2. Hij kreeg door dit behaalde resultaat de Gulden Ooievaar van Den Haag.
In 1986 verloor hij de finale van de EDC Spring Cup van Willy Logie uit België. In 1991 verloor hij de finale opnieuw. Nu van landgenoot Raymond van Barneveld. Maar in 1993 was het wel raak. Hij won de finale van Erik Clarys uit België. Zijn meest succesvolle periode was in de seizoenen 1992-1993. Hij haalde toen de finale van de Swiss Open in 1992. Hij verloor van Dieter Schutsch uit de Verenigde Staten. Ook haalde hij in die periode twee keer de laatste vier van de Dutch Open (1992-1993). In 1999 kreeg hij last van darteritis en is daar nooit meer helemaal vanaf gekomen.

## Prestaties
- 6× Nederlands Kampioen
- 1× Dortmund Open 1987
- 1× Spring Cup 1993
- 1x Amsterdam Open 1999

## Onderscheiding
- De Gulden Ooievaar (1986) (Sportsponsorprijs van Den Haag)

## Resultaten op Wereldkampioenschappen

### BDO
- 1988: Laatste 32 (verloren van Bob Anderson met 1-3)
- 1989: Laatste 32 (verloren van Dennis Hickling met 0-3)
- 1990: Laatste 32 (verloren van Cliff Lazarenko met 2-3)
- 1992: Laatste 32 (verloren van Martin Phillips met 0-3)

### WDF
- 1985: Laatste 68 (verloren van David Keery)
- 1987: Laatste 32 (verloren van Bob Sinnaeve)
- 1991: Kwartfinale (verloren van John Lowe met 2-4)
- 1995: Laatste 128 (verloren van Colin Rice met 3-4)
- 1999: Laatste 128 (verloren van Carl Mercer met 3-4)